# Rota Mariana
A Rota Mariana é um itinerário de interesse cultural e religioso que une os seguintes santuários: Santuário do Pilar, Santuário de Torreciudad, Santuário de Montserrat, Santuário de Lourdes e Santuário de Meritxell (este último uniu-se à rota em março de 2014). É um itinerário de fé guiado pela espiritualidade e devoção mariana (devoção e culto à Virgem Maria) possuidor de uma grande riqueza turística, patrimonial, rural, gastronómica e natural.
Desenvolve-se pelas comunidades autónomas de Aragão e Catalunha em Espanha, pelas regiões de Aquitania e Sul-Pirenéus em França e pelo Principado de Andorra. Trata-se pois de um itinerário plural e multicultural com importantes atractivos e uma variada oferta complementar, onde cada santuário possui umas qualidades e características próprias.
Actualmente é um dos destinos de peregrinação mariana mais visitado e reconhecido em Espanha e França, bem como em outros países de Europa (Itália, Portugal, Alemanha, Polónia, etc.) e no centro e sul de América, recebendo por volta de 12 milhões de peregrinos por ano.
Os santuários anteriormente mencionados (Pilar, Torreciudad, Montserrat, Santuário de Meritxell e Lourdes) uniram-se para fundar a Associação para a Promoção da Rota Mariana cujo objectivo é a promoção tanto dos próprios santuários, da devoção mariana e das bondades e riquezas do território no que se encontra, como desnvolvimento das redes hoteleiras do local e preservação do meio ambiente que cerca o trajeto. A associação criou uma página destinada a possíveis peregrinos e visitantes em que se pode encontrar tanto informação religiosa como um amplo conteúdo turístico da cada uma das zonas onde decorre a rota.

## Santuários
Os 5 santuários que compõem a rota mariana são:
- Santuário do Pilar (Saragoça) - situado no centro da cidade de Saragoça, foi o primeiro santuário mariano do mundo.
- Santuário de Torreciudad (Huesca) - conhecido como santuário das famílias, acolhe peregrinações e romarias de todos os lados.
- Santuário de Lourdes (França) - centro mundial de peregrinações, é atualmente um dos santuários mais visitados no mundo.
- Santuário de Meritxell (Andorra) - onde peregrinos e visitantes prestam o culto à Padroeira do Principado envoltos numa paisagem inigualável.
- Santuário de Montserrat (Barcelona) - um lugar onde a espiritualidade e a cultura se unem no meio de um imponente marco natural.